# Diverticolo di Meckel
Il diverticolo di Meckel (o ileale) è un'anomalia congenita dovuta alla presenza di un residuo del dotto onfalomesenterico, che si organizza come un diverticolo, un sacco a fondo cieco a livello ileale.

## Storia
Descritto per la prima volta da Fabricius Hildanus nel 1598, deve il suo nome all'anatomista tedesco Johann Friedrich Meckel, che ne dimostrò i caratteri embriologici e patologici nel 1809.

## Epidemiologia
Il diverticolo di Meckel è presente in circa l'1-2% delle persone. La prevalenza nei maschi è 2-5 volte maggiore rispetto alle femmine. Solo il 2% dei casi è sintomatico, che di solito si presenta tra i bambini all'età di 2 anni.
La maggior parte dei casi del diverticolo di Meckel viene diagnosticata quando si manifestano complicazioni o incidentalmente in condizioni non correlate come laparotomia, laparoscopia o studio del contrasto dell'intestino tenue. La presentazione classica negli adulti include l'ostruzione intestinale e l'infiammazione del diverticolo (diverticolite). Il sanguinamento rettale indolore si verifica più comunemente nei bambini piccoli.
L'infiammazione nel diverticolo ileale ha sintomi che imitano l'appendicite, quindi la sua diagnosi è di importanza clinica. Una conoscenza dettagliata delle proprietà fisiopatologiche è essenziale per affrontare le complicazioni potenzialmente letali del diverticolo di Meckel.

## Eziopatogenesi
Il dotto vitellino  collega normalmente l'intestino embrionale al sacco vitellino ventralmente, fornendo nutrienti all'intestino durante lo sviluppo embrionale. Il dotto vitellino  si restringe progressivamente e scompare tra la 5 ° e l'8 ° settimana di gestazione.
Nel diverticolo di Meckel, la parte prossimale del dotto vitellino non regredisce e rimane come un residuo di lunghezza e posizione variabili. Il diverticolo solitario si trova sul bordo antimesenterico dell'ileo (opposto all'attacco mesenterico) e si estende nel cordone ombelicale dell'embrione. Le arterie vitelline sinistra e destra provengono dall'aorta dorsale primitiva e viaggiano con il dotto vitellare. La destra diventa l'arteria mesenterica superiore che fornisce un ramo terminale al diverticolo, mentre la sinistra si impegna. Con l'apporto di sangue, il diverticolo di Meckel è suscettibile di ostruzione o infezione.
Il diverticolo misura mediamente 3–5 cm ed è situato nell'ileo entro 100 cm dalla valvola ileociecale, più spesso tra i 45–60 cm prossimali, sul versante antimesenterico. Poiché le cellule vitelline sono pluripotenti, può contenere, circa nella metà dei casi, tessuto eterotopico, più spesso gastrico (50%) e pancreatico (5%) e, più raramente, epiteliale colico, biliare, endometriale.

## Clinica
La presentazione clinica può essere caratterizzata più spesso da emorragie (25-50%) acute o croniche recidivanti, per ulcerazione della mucosa ileale adiacente alla mucosa gastrica eterotopica; l'emorragia si può presentare sotto forma di melena in quanto il tessuto gastrico eterotopico può digerire il sangue. Un paziente con diverticolo di Meckel ha il 4-6% di rischio in più di sviluppare complicanze addominali, tra le quali: ostruzione, intussuscezione, infiammazione (meckelite) e perforazione.
Raramente sintomatico dopo i 10 anni, più spesso l'emorragia colpisce i bambini al di sotto dei 2 anni, mentre l'ostruzione è più comune negli adulti. Le complicanze sono più frequenti nel maschio, con rapporti che vanno da 1,8:1 a 3:1.
L'ostruzione può essere causata da volvolo, intussuscezione, erniazione (ernia di Littre, ovvero un'ernia inguinale il cui contenuto è proprio il diverticolo di Meckel), compasso arterioso, diverticolite cronica, litiasi, bande fibrose, tumori. La meckelite rappresenta il 20% dei casi sintomatici, con un quadro clinico che può essere spesso confuso con una appendicite acuta. La perforazione avviene per diverticolite, ulcerazione secondaria a mucosa gastrica, corpi estranei, bezoari, trauma, tumore.
Può anche essere presente come un'ernia indiretta, in genere sul lato destro, dove è conosciuta come "Ernia di Littré". In letteratura è stato anche pubblicato un caso clinico di ernia ombelicale strangolata con diverticolo di Meckel. Inoltre, può essere attaccato alla regione ombelicale dal legamento vitellare, con la possibilità di cisti vitelline, o una fistola vitellare quando viene tagliato il cordone ombelicale. Possono verificarsi anche torsioni dell'intestino attorno al gambo intestinale, che portano a ostruzione, ischemia e necrosi.
I tumori nel diverticolo del Meckel sono rari, presentandosi con incidenza di 0,5-1,9%. Possono essere benigni (lipoma, amartoma) o maligni: carcinoidi (44%), tumori mesenchimali (35%) come il GIST (12%) e il leiomiosarcoma, adenocarcinomi (16%) e tumore desmoplastico a piccole cellule rotonde.
Per ricordare le caratteristiche generali del diverticolo di Meckel è importante tenere a mente la "regola del 2":
- 2% (della popolazione)
- 2 tipi di tessuto ectopico comune (gastrico e pancreatico)
- 2 anni è l'età più comune alla presentazione clinica
- 2: 1 il rapporto tra maschio:  femmine colpite

## Diagnosi
Nel bambino, una causa frequente di emorragia importante è il diverticolo di Meckel, che corrisponde a tessuto gastrico ectopico nell’intestino; l’intestino non è in grado di resistere all’acido cloridrico e finisce per sanguinare e causare emorragia.
Il gold standard diagnostico è la scintigrafia, metodica di medicina nucleare, marcando le cellule del fondo gastrico (anziché il sangue come invece nella ricerca scintigrafica di emorragie gastroenteriche nell'adulto). Il tecnezio, infatti, si distribuisce normalmente nella tiroide, in una serie di ghiandole esocrine e nel fondo dello stomaco: per definizione non va nell’intestino; invece nell’addome di un bambino con il diverticolo, si osserverà un’area nettamente ipercaptante a livello intestinale.
La scintigrafia è particolarmente sensibile nel rilevare le cellule appartenenti alla mucosa gastrica; poiché circa il 50% dei diverticoli di Meckel sintomatici contengono al suo interno cellule gastriche o pancreatiche ectopiche. Il diverticolo viene visualizzato come un punto sulla scansione distante dallo stomaco stesso. Nei bambini, questa scansione è altamente accurata e non invasiva, con specificità del 95% e sensibilità dell'85%; tuttavia, negli adulti il test è specifico solo del 9% e sensibile al 62%.
In alcuni casi ci possono essere dei dubbi: qualora sia presente un’area ipercaptante in prossimità della vescica, potrebbe trattarsi di urina che ristagna nell’ultimo tratto dell’uretere. Si somministra dunque lasix e nel caso in cui l’area non scompaia, la diagnosi di diverticolo di Meckel è confermata.
Di conseguenza, i pazienti con queste cellule gastriche mal posizionate possono sperimentare ulcere peptiche. Pertanto, devono essere eseguiti altri test come la colonscopia e gli screening per i disturbi del sanguinamento e l'angiografia può aiutare a determinare la posizione e la gravità del sanguinamento. La colonscopia potrebbe essere utile per escludere altre fonti di sanguinamento, ma non viene utilizzata come strumento di identificazione.
L'angiografia potrebbe identificare un sanguinamento rapido in pazienti con diverticolo di Meckel.
L'ecografia potrebbe dimostrare i residui del dotto onfalomesenterico o le cisti. La tomografia computerizzata (TAC) potrebbe essere uno strumento utile per dimostrare una struttura cieca e infiammata nella cavità medio-addominale, che non è un'appendice. Nei pazienti asintomatici, il diverticolo di Meckel viene spesso diagnosticato come riscontro accidentale durante la laparoscopia o laparotomia.

## Trattamento
Il trattamento è invariabilmente chirurgico, con resezione del tratto patologico. Nei pazienti con sanguinamento, strangolamento intestinale, perforazione intestinale o ostruzione intestinale, il trattamento prevede la resezione chirurgica del diverticolo del Meckel stesso insieme al segmento intestinale adiacente, e questa procedura è chiamata "resezione dell'intestino tenue". Nei pazienti senza nessuna delle suddette complicanze, il trattamento prevede solo la resezione chirurgica del diverticolo di Meckel e questa procedura è chiamata semplice diverticolectomia.
Per quanto riguarda il diverticolo asintomatico di Meckel, alcuni raccomandano di condurre una ricerca del diverticolo di Meckel in ogni caso di appendicectomia / laparotomia eseguita per addome acuto e, se rilevata, la diverticolectomia o la resezione di Meckel dovrebbe essere eseguita per evitare complicazioni secondarie .